# Franciszek Gagor
Franciszek Gągor (8 de setembro de 1951 - 10 de abril de 2010) foi um general polonês, Chefe do Estado-Maior do Exército da Polónia entre 2006 e 2010.
Foi uma das vítimas do acidente do Tu-154 da Força Aérea Polonesa.